# HTTP 302
HTTPレスポンスステータスコード302Foundは、 URLリダイレクトを実行する一般的な方法。 HTTP/1.0 仕様 (RFC 1945) は当初このコードを定義し、「Found」ではなく「Moved Temporarily」という説明文を与えていた。 
このステータスコードを含むHTTP応答は、ヘッダーフィールドロケーションにURLを追加で提供する。これは、ユーザーエージェント(例えばWebブラウザ)に対して、ロケーションフィールドで指定された新しいURLへの2回目のリクエストを行うように招待するものである。最終的には、新しいURLへのリダイレクトが行われる。 
多くのWebブラウザーは本来POST_(HTTP)であるべきリクエストのタイプをGETに変更するなどの標準に違反する方法で実装した。このため、HTTP / 1.1（ RFC 2616)は新しいステータスコード303と307を追加することによって2つの動作を明確にし、303は要求タイプの変更をGETに義務付け、307は最初に送信されたままの要求タイプを保持するようにしている。この曖昧性の解消によって明確化されたにもかかわらず、HTTP/1.1 仕様を実装していないブラウザとの互換性を維持するために302フレームワークは302は依然ウェブフレームワークで採用されている。 

## 例
クライアントのリクエスト： 
```
GET
 
/index.html
 
HTTP
/
1.1

Host
:
 
www.example.com

```

 サーバーの応答： 
```
HTTP
/
1.1
 
302
 
Found

Location
:
 
http://www.iana.org/domains/example/

```